# II. György moszkitó király
II. György, más néven György Frigyes a moszkitó nép királya volt 1776 és 1801 között.

## Fiatalkora
György Frigyes 1757/8-ban született I. György legidősebb fiaként. Fiatalon apja Angliába küldte, de tanulmányait annak halála után félbeszakította. 1776-ban utazása alkalmával találkozott Olaudah Equiano felszabadított rabszolgával, aki megtérítette. 1777 márciusában James Lawrie koronázta meg.

## Politikai helyzet az országban
Fiatalkora miatt nagybátyja, Izsák vezette a régenstanácsot, ezalatt a régens-herceg címet használva. Györgynek mindig is problémát okozott az északi tábornok hatalomvágya, délen pedig a spanyolbarát politikát folytató Briton, akinek fő célja a brit kapcsolatok felszámolása és a király elűzése volt. Egy sikeres manővernek köszönhetően mindkét ellenfelét sikerült legyőznie.

## Szövetség a britekkel
A tanulmányainak és kapcsolatainak köszönhetően sikerült meggyőznie a brit kormányt a spanyolellenes szövetségről. Habár sok angol élt a kereskedelmi telepeken, az 1786-os brit-spanyol szerződés keretében többségüket átköltöztették Belize-be, azonban néhányan maradhattak saját felelősségükre. 1798-ban, a spanyol betörések miatt érdekeit veszélyeztetettnek érző brit kormány nyomására György hadat üzent a gyarmatbirodalomnak. A britek célja az volt, hogy a moszkitók támadása elvonja a figyelmet a hondurasi öbölről.  1800-ban 2 diplomatája, St. John és Wyatt vendégül látta, majd Belize-be látogatott. Belmopan-ban tárgyalásokat folytatott egy szorosabb katonai együttműködésről, amikor váratlanul elhunyt.  Egyes feltételezések szerint öccse, István mérgezhette meg.

## Fordítás
Ez a szócikk részben vagy egészben  a   George II Frederic című angol Wikipédia-szócikk ezen változatának fordításán alapul.  Az eredeti cikk szerkesztőit annak laptörténete sorolja fel. Ez a jelzés csupán a megfogalmazás eredetét és a szerzői jogokat jelzi, nem szolgál a cikkben szereplő információk forrásmegjelöléseként.